# لیسیه یامه (استان اشوی‌داشکسیه)
لیسیه یامه (به لهستانی: Lisie Jamy) یک منطقهٔ مسکونی در لهستان است که در گمینا منگوو واقع شده‌است. لیسیه یامه ۸۶ نفر جمعیت دارد.